# Diuris palustris
Diuris palustris är en orkidéart som beskrevs av John Lindley. Diuris palustris ingår i släktet Diuris och familjen orkidéer. Inga underarter finns listade i Catalogue of Life.